# Moss Rose
Moss Rose is een voetbalstadion in de Engelse stad Macclesfield. In het stadion speelde Macclesfield Town FC haar thuiswedstrijden tot het failliet ging in september 2020. Inmiddels speelt Macclesfield FC. er, dat opgericht werd na het bankroet van Macclesfield Town.